# Église Saint-Jean-Baptiste de La Selle-en-Luitré
Pour les articles homonymes, voir Église Saint-Jean.
L'église Saint-Jean-Baptiste est une église catholique située à La Selle-en-Luitré, dans le département d'Ille-et-Vilaine, en France. Elle a été inscrite au titre des monuments historiques par arrêté du 5 novembre 1926.

## Localisation
L'église est située en France, en région Bretagne, dans le département d'Ille-et-Vilaine, à dix kilomètres environ au sud-est de Fougères, sur la commune de La Selle-en-Luitré. L'édifice, cadastré section B, numéro 348, se dresse au centre du bourg, au cœur du cimetière. L'espace funéraire s'apparente à un petit tertre enclos par de hauts murs. Cadastré section B, numéro 349, il présente approximativement la forme d'un triangle équilatéral. L'accès se fait uniquement par la face nord, par un grand portail à double battant ainsi qu'un escalier de trois degrés. La pointe opposée se trouve en contrehaut des venelles avoisinantes qui descendent vers la vallée du Couesnon.

## Histoire

### La paroisse
La Selle-en-Luitré n'a été érigée en paroisse qu'en 1803. Antérieurement, elle constituait une simple trève de celle de Luitré, relevant du doyenné de Fougères, de l'archidiaconé et du diocèse de Rennes. A compter de la période concordataire, elle appartient au doyenné de Saint-Sulpice de Fougères, archidiaconé de Saint-Malo, diocèse puis archidiocèse de Rennes. En 1972, la paroisse est rattachée à celle de Luitré. Présentement, elle fait partie de la paroisse Saint-Gilles de Mué, au doyenné de Fougères dit doyenné Saint-Martin de l'archidiocèse de Rennes, Dol et Saint-Malo.

### L'église
L'église Saint-Jean-Baptiste de La Selle-en-Luitré remonte pour sa majeure partie au XVe siècle, bien que la nef présente vraisemblablement des vestiges d'un appareillage roman. L'édifice, repris au XVIe siècle, agrandi au XVIIe siècle, est restauré au début de la période concordataire, le massif occidental et le clocher faisant quant à eux l'objet d'une reconstruction totale en 1957. Par arrêté du 5 novembre 1926, l'église paroissiale est inscrite monument historique.

## Architecture

### Dimensions
L'église de La Selle-en-Luitré présente des dimensions modestes, proportionnées à la faible population de la Commune.
- Longueur maximale : 22,90 m
- Longueur de la nef : 17,10 m
- Longueur du chœur : 5,80 m
- Longueur du collatéral : 14,10 m
- Longueur de la sacristie : 4,60 m

- Largeur maximale : 13,80 m
- Largeur de la nef : 8,70 m
- Largeur du chœur : 6,60 m
- Largeur du collatéral : 5,10 m

### Vitraux
Trois ateliers de maîtres-verriers ont œuvré à l'église de La Selle-en-Luitré :

- Louis-Victor Gesta de Toulouse, qui livre en 1878 les baies 02 (Baptême de Jésus), 04 (Saint-Joseph et l'Enfant Jésus) et 06 (Annonciation), les deux dernières étant inscrites au titre d'objet par arrêté du 28 août 1990;

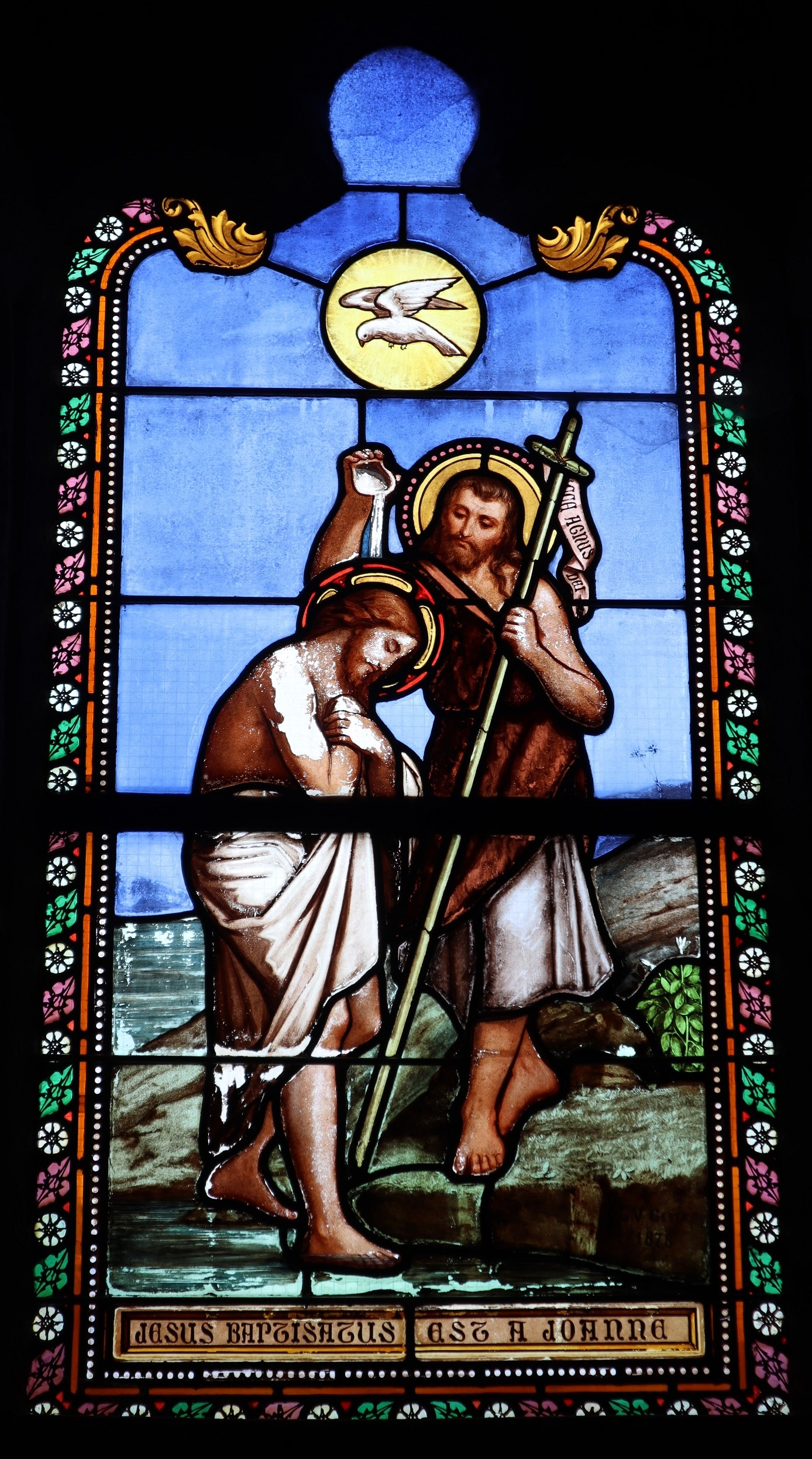
Le baptême de Jésus.
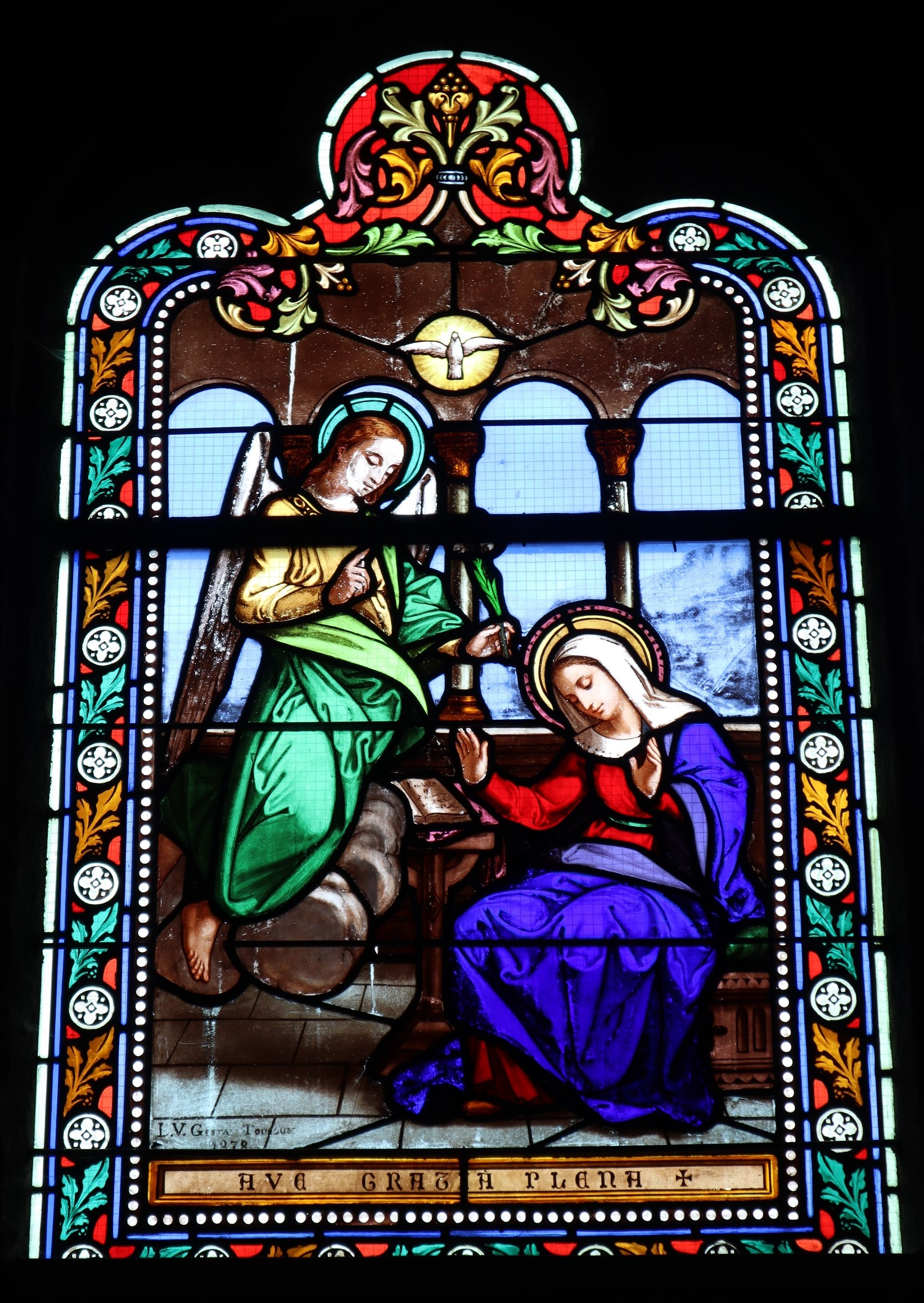
L'Annonciation.
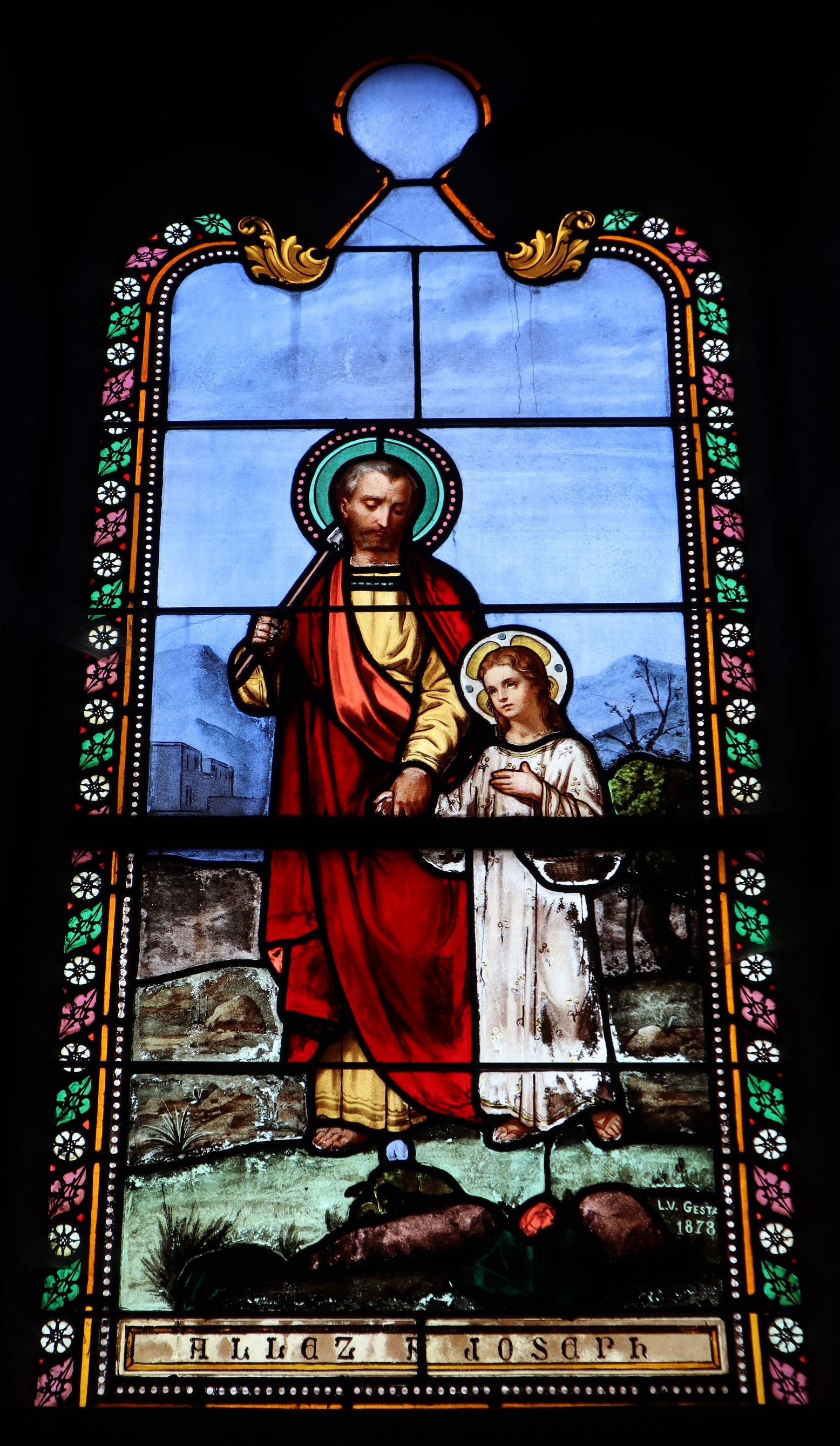
Saint-Joseph et l'Enfant Jésus.

- Alleaume frères de Laval, qui réalise en 1918 les baies 03 (Jésus et les pèlerins d'Emmaüs), 05 (apparition du Sacré-Cœur à Sainte-Marguerite-Marie Alacoque) et 08 (apparition de Saint-Michel à Sainte-Jeanne-d'Arc), puis en 1922 la baie 01 (vocation de Saint-Pierre et Saint-André), tous ces vitraux étant inscrits en 1990 à l'exclusion de la baie 05;

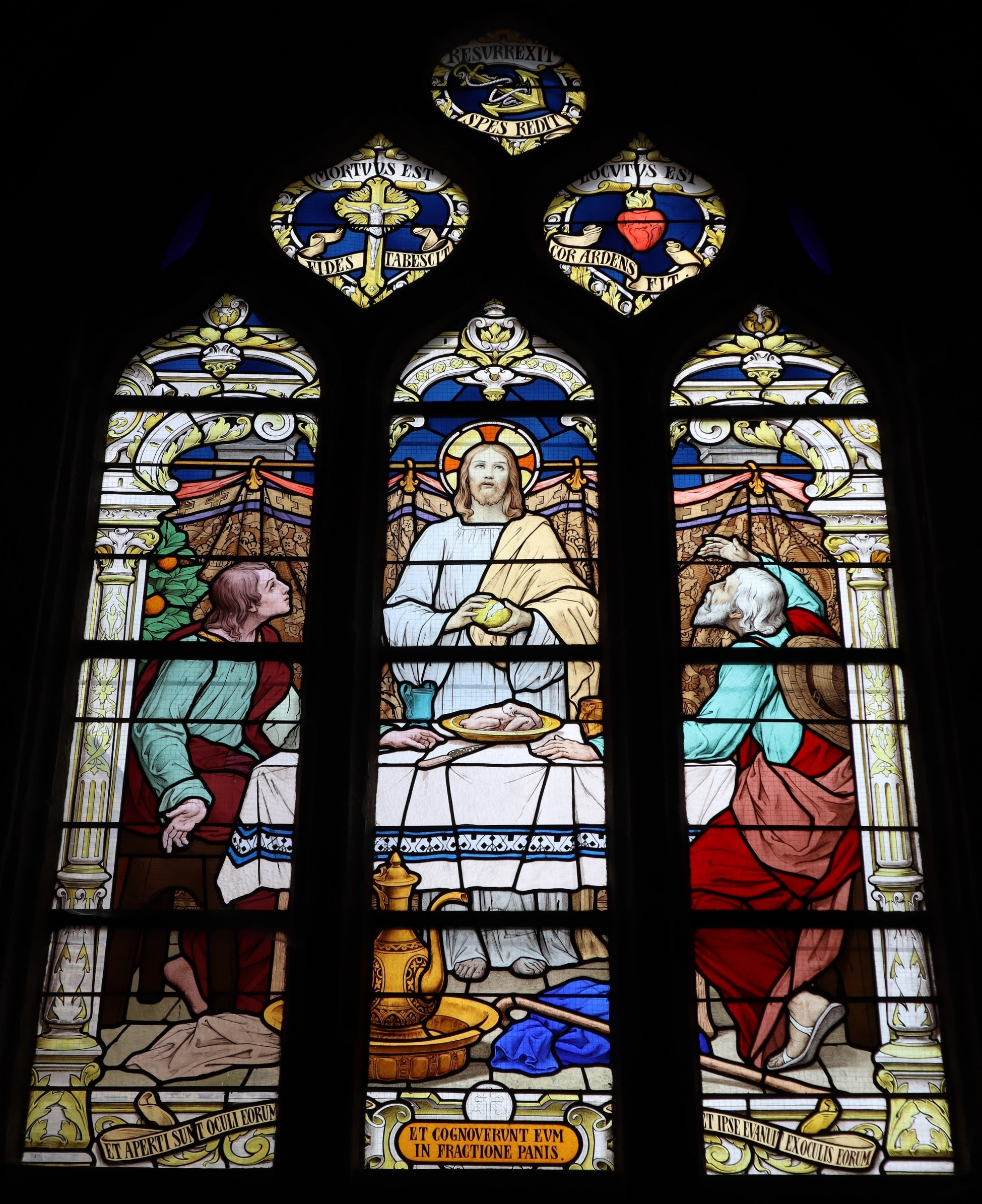
Jésus et les pèlerins d'Emmaüs.
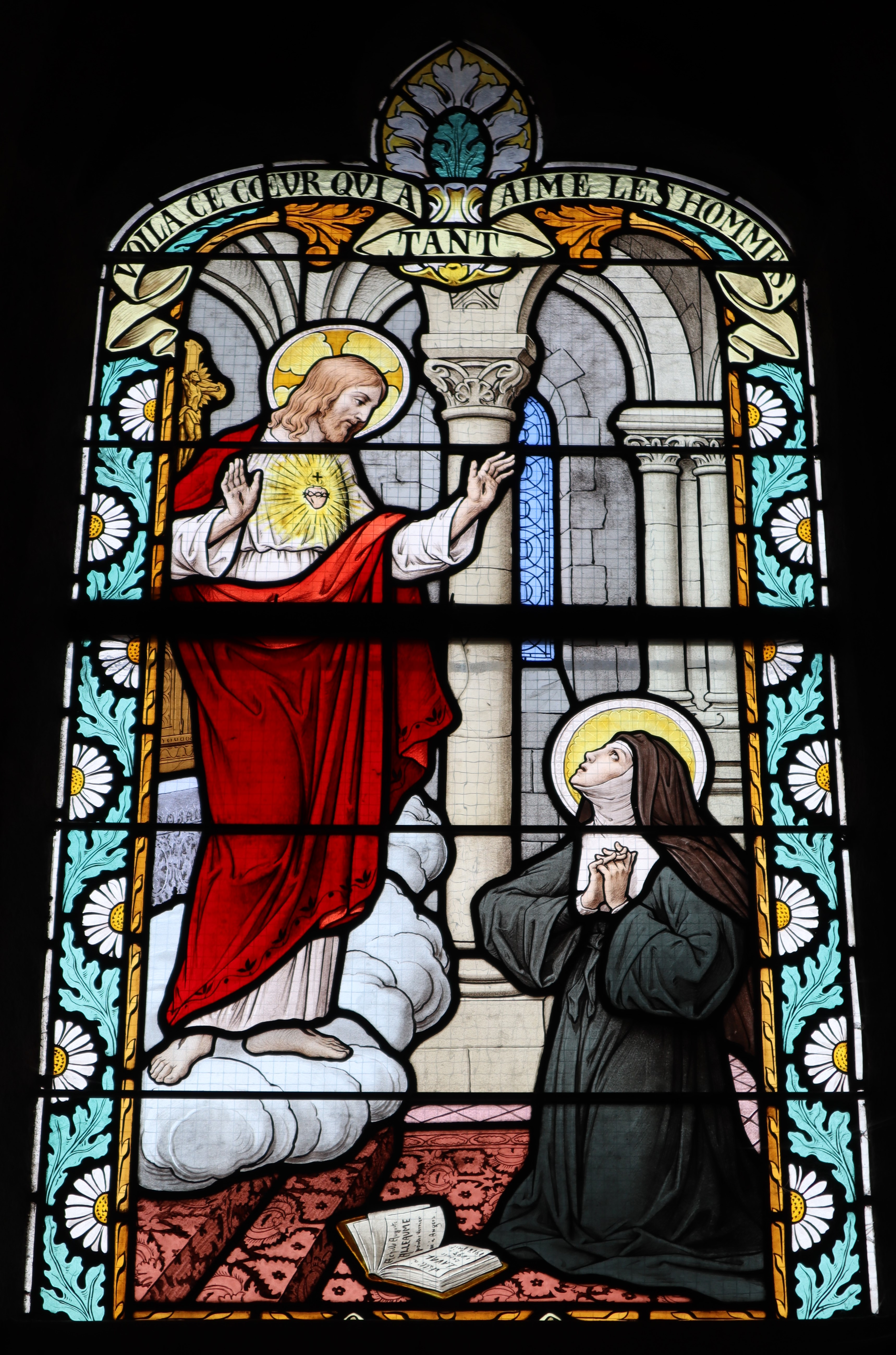
Apparition de Paray-le-Monial.
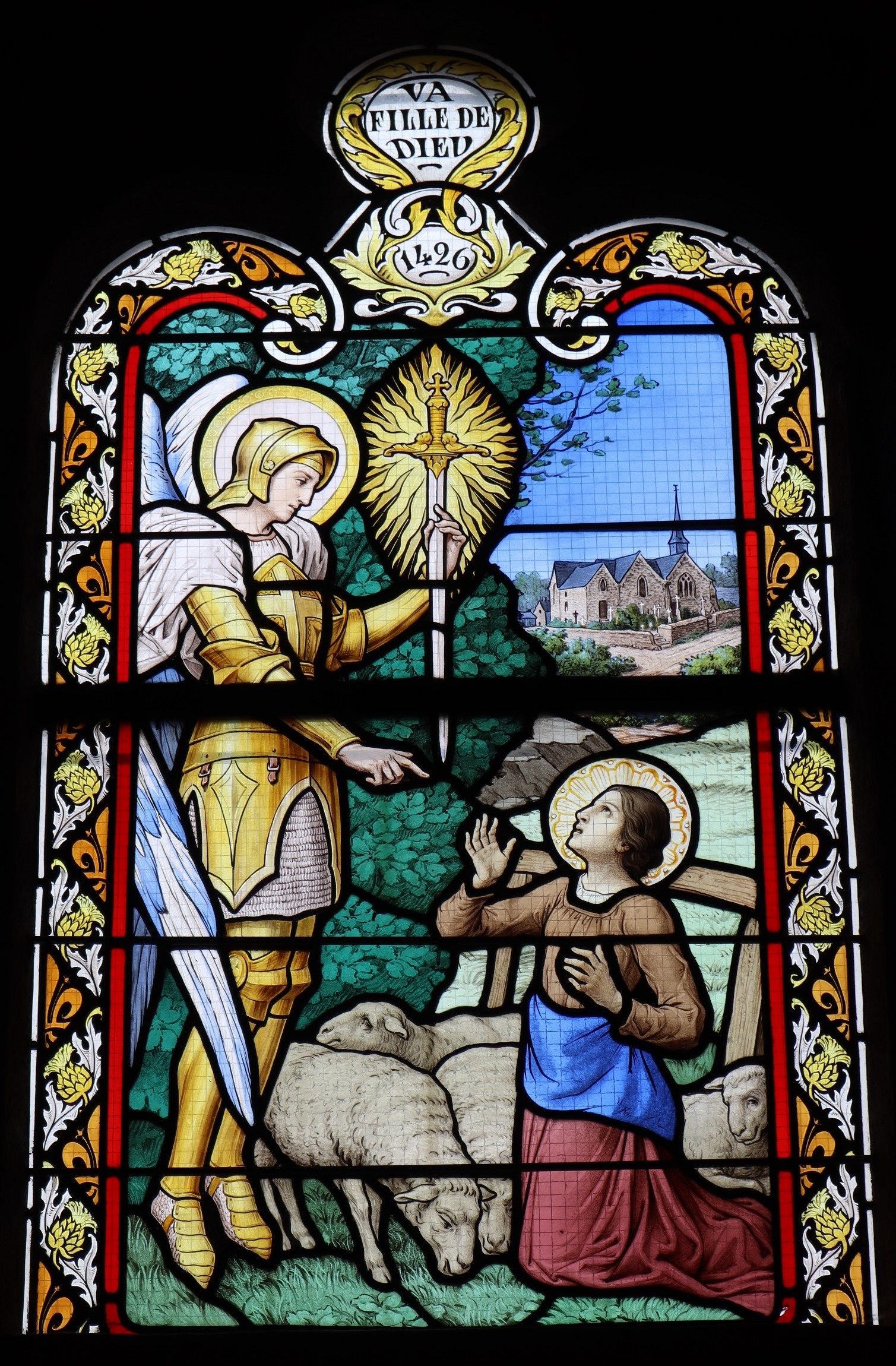
Apparition de Saint-Michel à Jeanne-d'Arc.
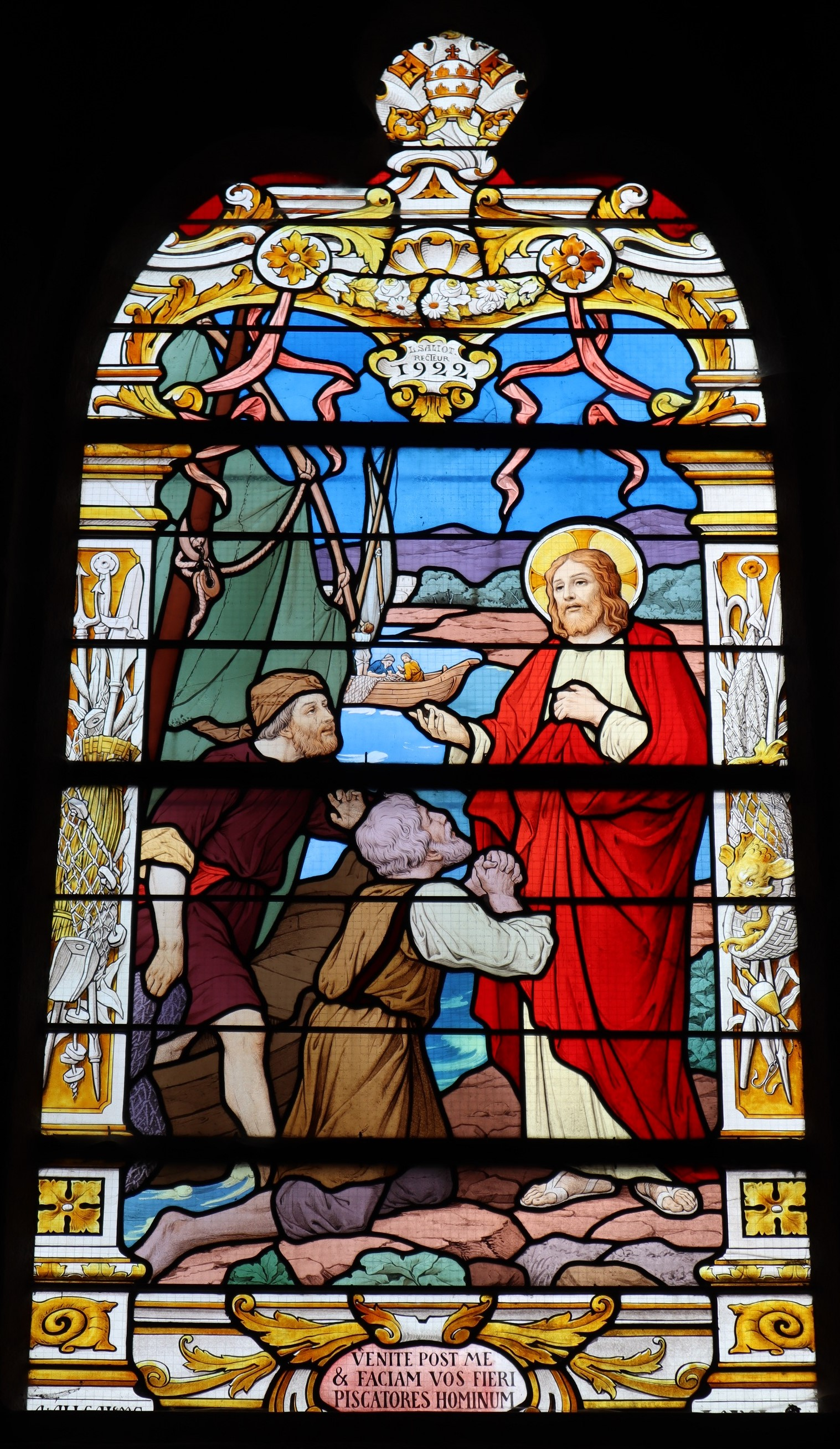
Vocation de Pierre et André.

- Jean Klein de Rennes,  qui confectionne les baies 07 (vitrail eucharistique (hostie, épis de blé et grappes de raisin)) et 10 (colombe du Saint-Esprit).

## Mobilier
L'église de La Selle-en-Luitré abrite un riche mobilier religieux en partie classé. Pas moins de trois retables du Grand siècle sont parvenus jusqu'à nous, certes complétés en 1822 et 1872 pour pallier les pertes et destructions liées à la Révolution. L'ensemble a bénéficié d'une restauration exécutée en 2007 par les Ateliers de la Chapelle dirigés de Pierre Gilbert,,.

### Les retables

#### Retable du maître-autel

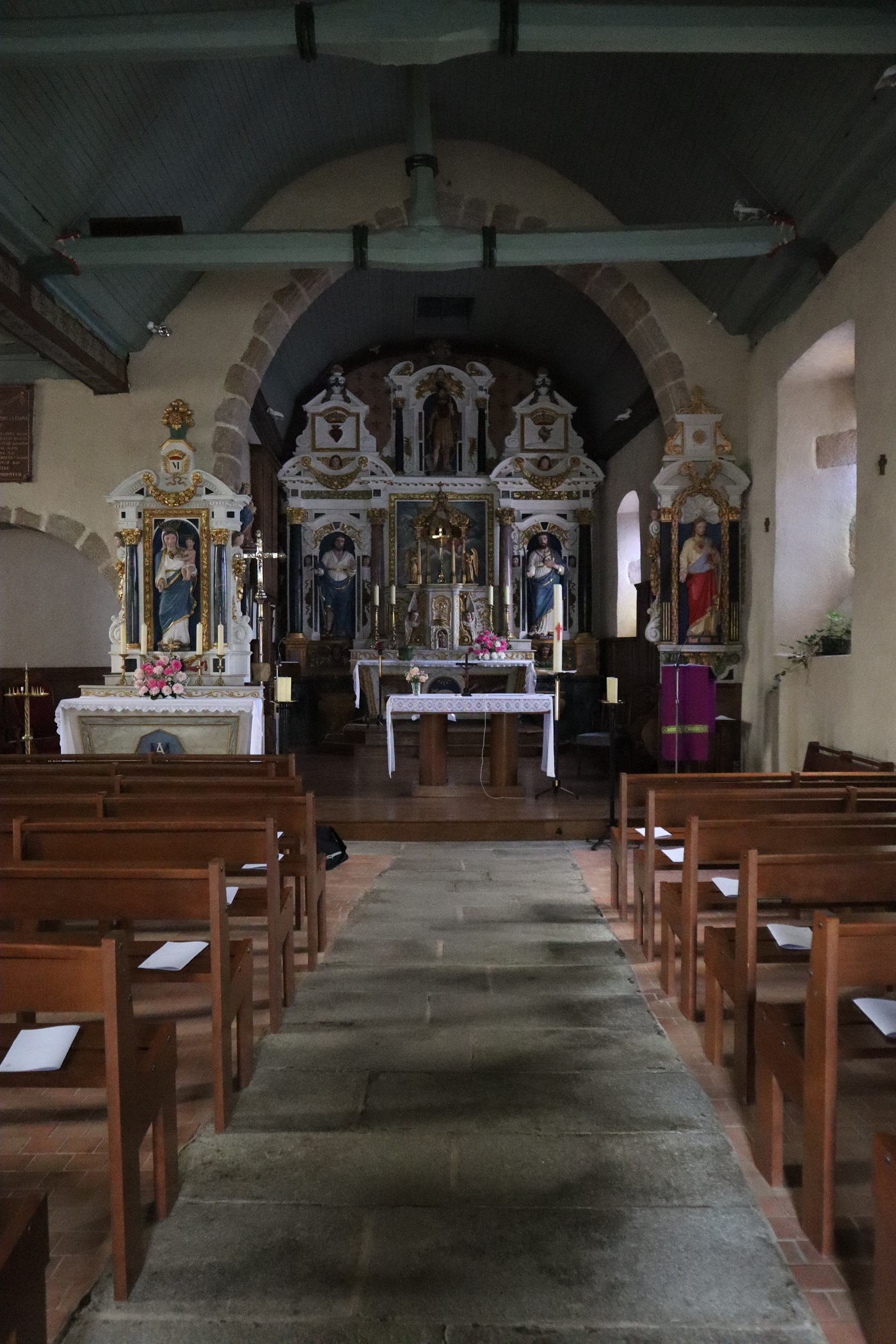
Le maître-autel et ses retables latéraux.

Le retable du maître-autel de l'église Saint-Jean-Baptiste a été érigé en 1686 par l'architecte lavallois François Langlois. Œuvre caractéristique des retabliers mayennais, il ne s'agit aucunement d'un unicum pour le sud du pays fougerais qui, avec la région vitréenne, abrite pléthores de ces frontispices marqueurs de la Contre-Réforme. L'intervention de Langlois, qui édifie en sus deux autres retables dans l'église, n'est pas le fruit du hasard. La paroisse de Luitré dont dépendait La Selle lui avait déjà précédemment passé commande en 1681, toute comme celle toute proche de Princé, en 1678.

Théâtre des saints mystères, cadre propice à la manifestation du culte eucharistique réaffirmé et magnifié par le Concile de Trente, il constitue l'élément majeur du chœur de l'église, espace sacerdotal par excellence dont l'éclat et la richesse contribuent à focaliser l'attention des fidèles pendant la récitation du canon de la messe. Le retable s'organise autour du tabernacle, trois niveaux horizontaux (soubassement, partie médiane, couronnement) répondant à la tripartition verticale de l'ouvrage (corps central, légèrement en retrait, flanqué de deux ailes latérales).

Le soubassement, en pierre peinte imitant un marbre vert foncé veiné de blanc, comprend deux dés et bandeaux encadrant l'emmarchement de l'autel. Deux consoles galbées en pierre ocre, éléments originels de la composition, sont situées en contrebas et de part et d'autre de la table d'autel, évasée, contemporaine de celles des autres retables de l'église qui datent de 1822. Son tombeau est orné d'un médaillon sculpté de l'agneau pascal immolé couché sur le livre aux sept sceaux. Les gradins d'autel s'inscrivent dans la continuité des piédestaux des colonnes rythmant la partie médiane du retable comprenant trois corps, les parties latérales étant en redan.

Un imposant tabernacle en bois, blanc et or, orné de volutes et tête d'anges  occupe le centre de la composition. Sa porte est sculptée d'un Bon Pasteur, et des panneaux rocailles ou autres trophées liturgiques enrichissent cet ouvrage couronné par un dais d'exposition flanqué par deux séraphins. A l'arrière trouve place un tableau figurant la Trinité réalisé par le peintre fougerais Guillaume Gobert. Les ailes du retable, encadrées par des colonnes de marbre rose et noir, servent de niches à des statues de saint Paul et saint Joseph portées par des consoles à têtes d'anges.

Le couronnement du retable s'organise autour d'une niche centrale contenant la statue du saint patron de la paroisse et sommée d'une corbeille de fruits dorés. De part et d'autre, deux bas-reliefs, représentant les sacrés-cœurs de Jésus et Marie couronnés, trouvent place entre deux frontons interrompus, les uns agrémentés de guirlandes de fruits et d'une tête d'angelot, les autres de vases festonnés et fleuris.

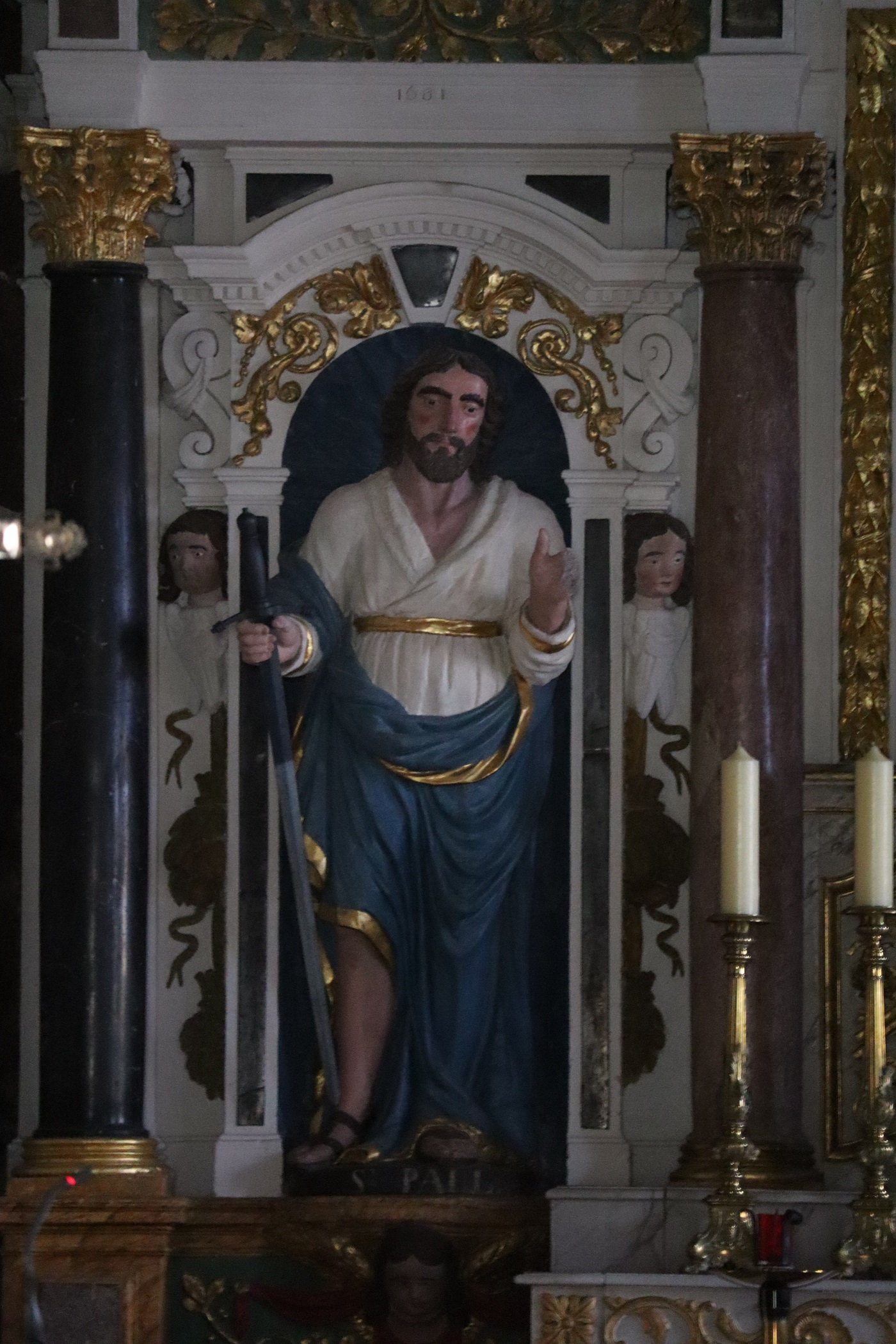
Statue de saint Paul.
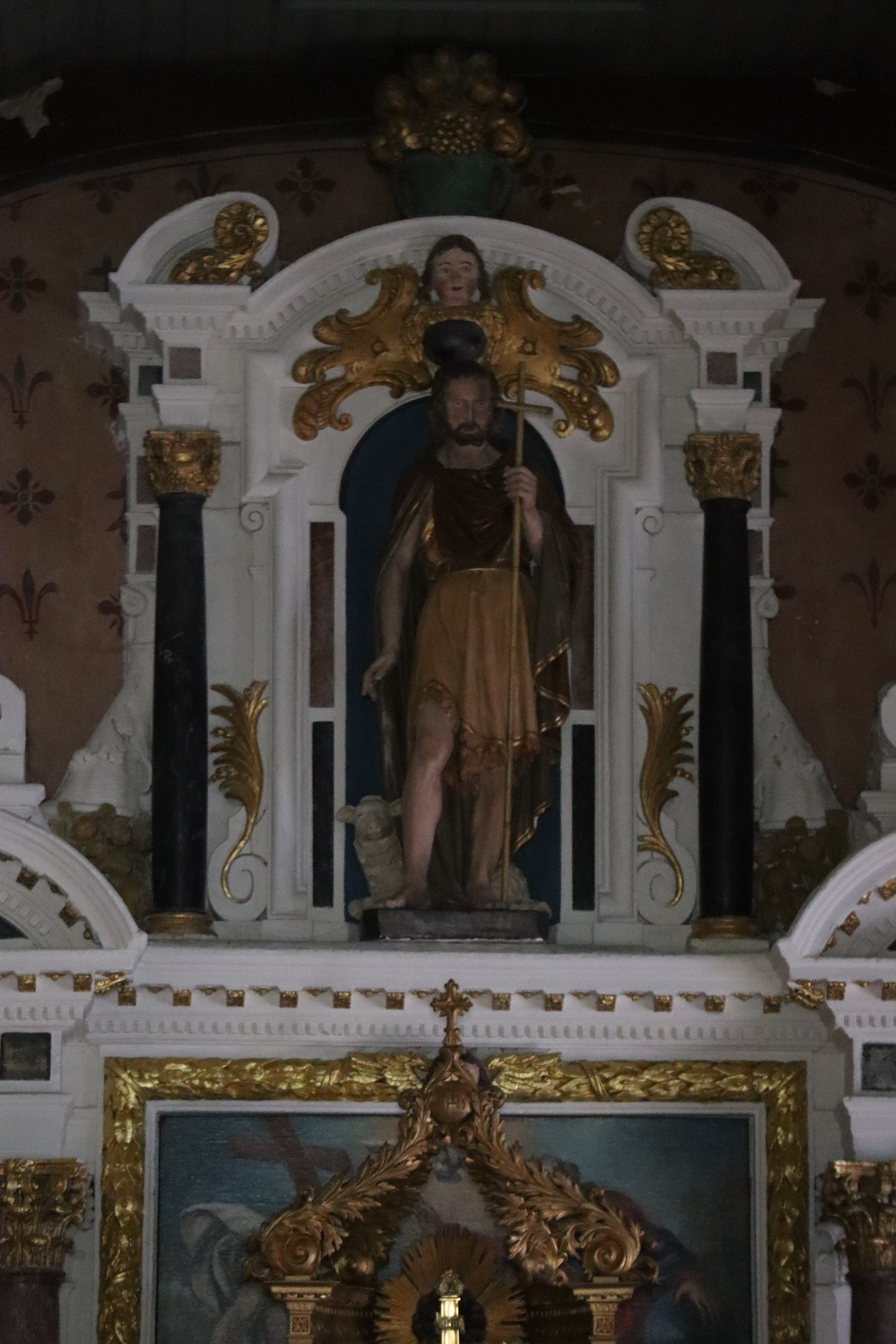
Statue de saint Jean-Baptiste.
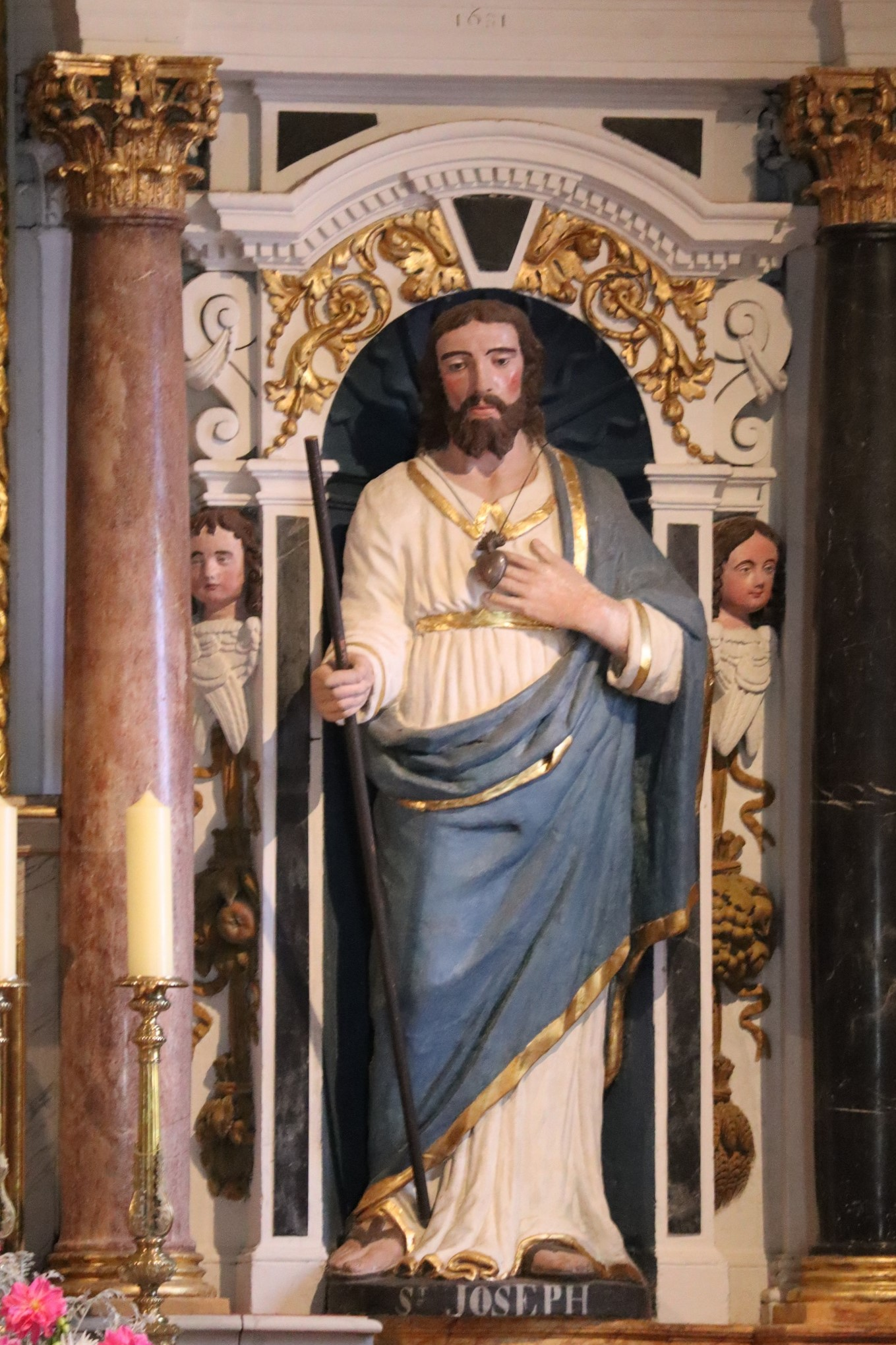
Statue de saint Joseph.

#### Retable de la Vierge

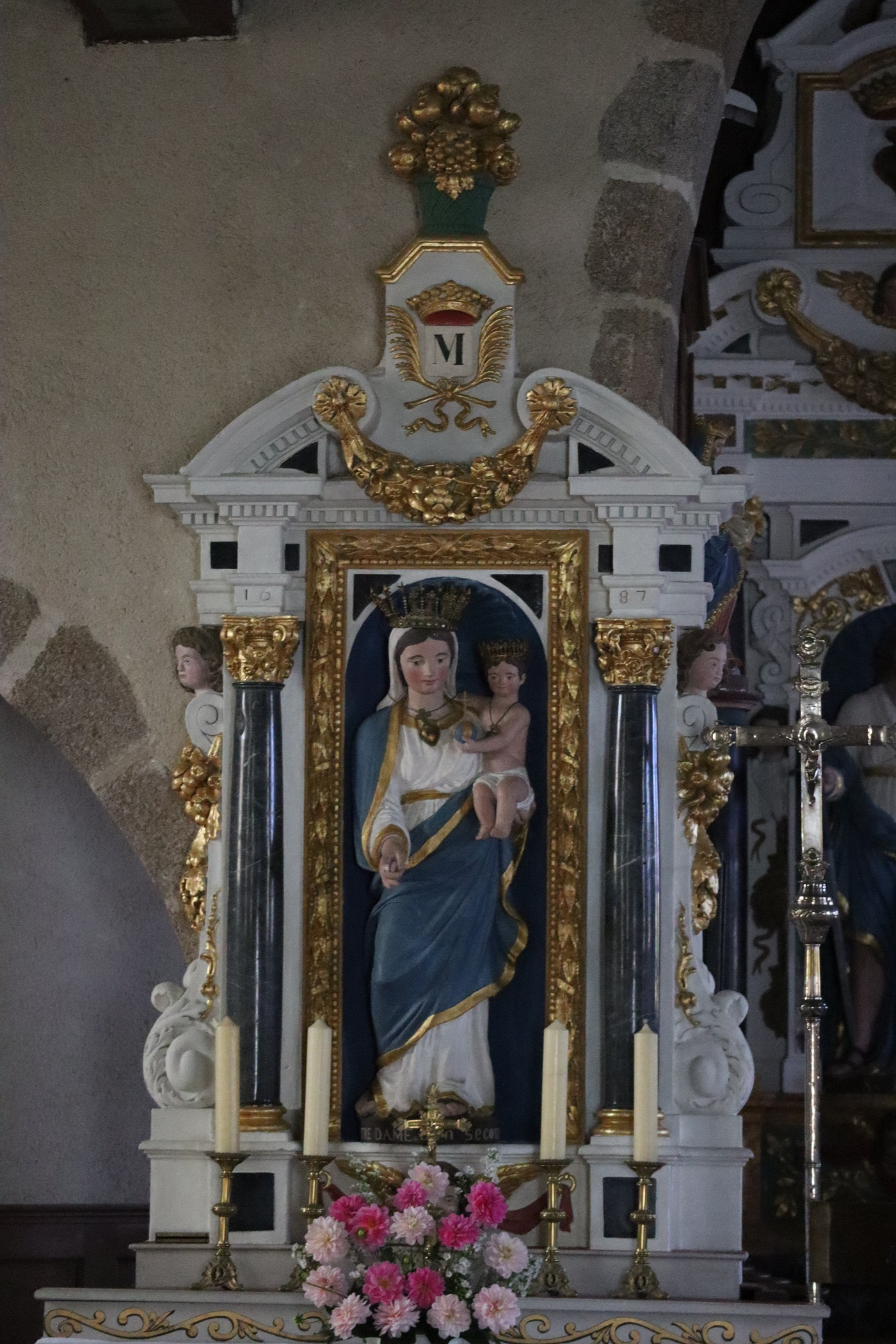
Retable de la Vierge.

L'autel de Notre-Dame-de-Bon-Secours constitue une œuvre composite, alliant un tombeau d'autel néoclassique de 1822 avec un retable baroque de François Langlois, signé et daté de 1687. La table d'autel, de forme évasée, est ornée du monogramme de la Vierge peint en noir et blanc sur fond bleu, le tout compris dans un octogone doré posé sur la pointe. Deux gradins, le premier peint de rinceaux stylisés, accompagnent cette production un peu sèche de la Restauration. Le retable, ouvrage architecturé savant, mêlant tuffeau, marbre noir d’Argentré et bois polychrome ou doré, s'articule autour d'une niche abritant une statue de la Vierge à l'Enfant couronnés. Chapiteaux composites, volutes et têtes d'angelots, chutes, guirlande et corbeille de fruits, égayent ce morceau d'architecture autrefois timbré des armes des seigneurs du Bois-le-Houx en Luitré. Le retable a été classé monument historique par arrêté du 21 février 1951.

#### Retable de saint Pierre

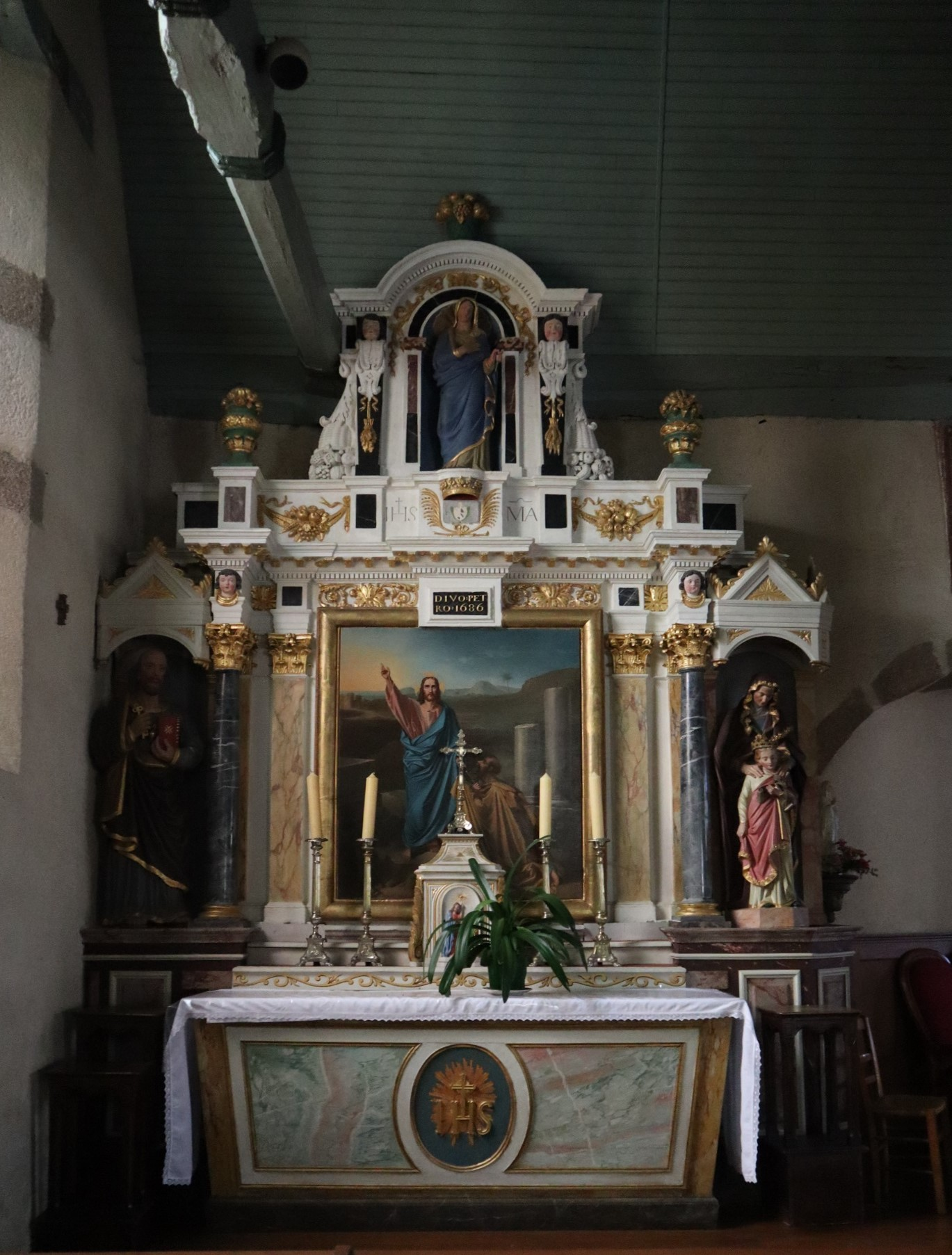
Autel et retable de Saint-pierre.

L'autel et le retable de saint Pierre forment incontestablement l'ensemble le plus complexe au sein des quatre autels présents dans l'église de La Selle-en-Luitré. Maintes fois remanié, l'ouvrage manque de cohérence, apparaissant quelque peu hétérogène. La table d'autel, évasée et ornée du monogramme du Christ, de même que les deux gradins, datent de 1822. A l'arrière, seule la partie architecturée centrale du retable s'avère ancienne. Cette œuvre de François Langlois, millésimée (1686), a été profondément transformée en 1873-1874 par le menuisier sellois Jean-Marie Groussard, lequel lui adjoint deux ailes, remplace le tabernacle et sculpte la statue de saint Pierre. La statue de sainte Anne, en terre cuite de la maison Beut de Toulouse date de la même époque mais offre des proportions peu en rapport avec son pendant. Le tableau constitue un œuvre parisienne livrée par Cheret en 1872, figurant la dation des clefs par Jésus au prince des apôtres. Le couronnement du retable, avec ses pots à fleurs, cornes d'abondance, ses têtes d'angelots et sa statue de la Vierge, apparaît plus convaincant. L'ensemble est classé à titre d'objet.

#### Retable du Sacré-Cœur
Plus qu’un retable, il s'agit d'une niche ouvragée abritant une statue du Sacré-Cœur, œuvre de Jean-Marie Groussard, menuisier natif de la paroisse de La Selle-en-Luitré. Dénué d'autel, l'ouvrage a été élaboré en 1878, pour servir de pendant à l'autel de la Vierge et ainsi rééquilibrer la vision du maître-autel depuis la nef. Peint et doré à la feuille, cette réalisation constitue un honorable pastiche des retables lavallois du Grand Siècle, l'ébéniste composant une œuvre à part entière à partie d'éléments choisis tirés du répertoire architectural de ses devanciers (pilastres cannelés, fronton courbe, ailerons, guirlandes de fruits, niche à coquille).

### Les fonts baptismaux
Au bas de la nef, côté sud, l'espace baptismal s'organise autour d'une cuve en marbre noir néoclassique sommée d'un couvercle en cuivre doré. Deux panneaux sculptés par Groussard en 1878 accompagnent le tout : le baptême de Jésus par Jean-Baptiste et la prédication du Précurseur.

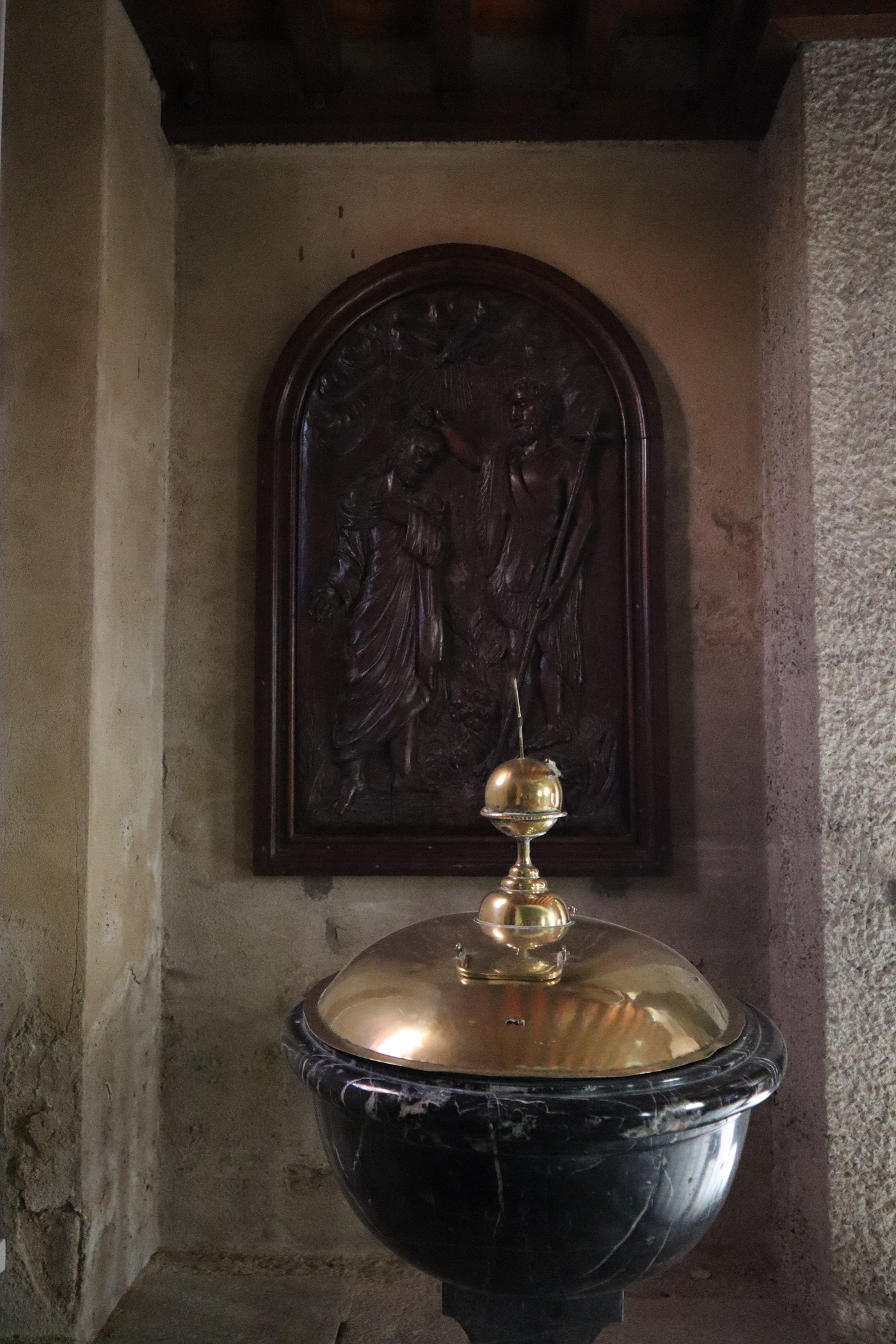
Baptême de Jésus.
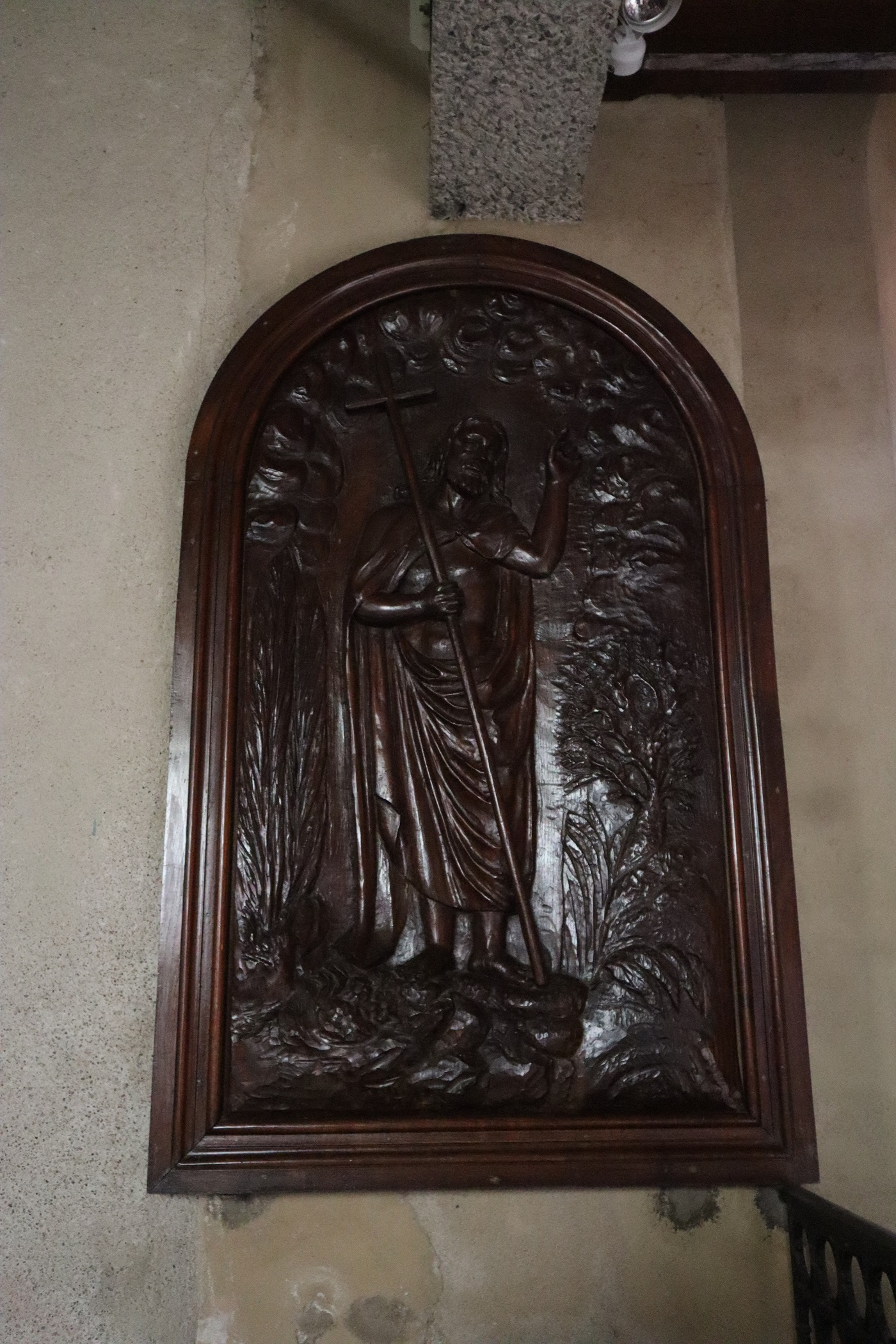
Le Précurseur.

### Les cloches
Le campanile de l'église Saint-Jean-Baptiste compte deux cloches :
- Louise Virginie, pesant 440 livres (199,58 kg) et fondue en 1829 par François Thériot, saintier à Domfront[20] ;
- Romaine Émilie Fanny Marie, pesant 322 kg et fondue en 1857 par Paul Havard, saintier à Villedieu-les-Poêles[21].

Autrefois logées dans un beffroi carré surmonté d'une flèche d'ardoises, ces vases sonores ont trouvé place en 1957 dans un campanile en béton érigé par l'architecte Hecq de Rennes lors de la reconstruction de la façade occidentale. La grosse cloche, remplaçant Marie Emmanuel, cloche de 528 livres fondue en 1829 par François Thériot, a été restaurée en 2019 par l'entreprise Bodet Campanaire de Trémentines.

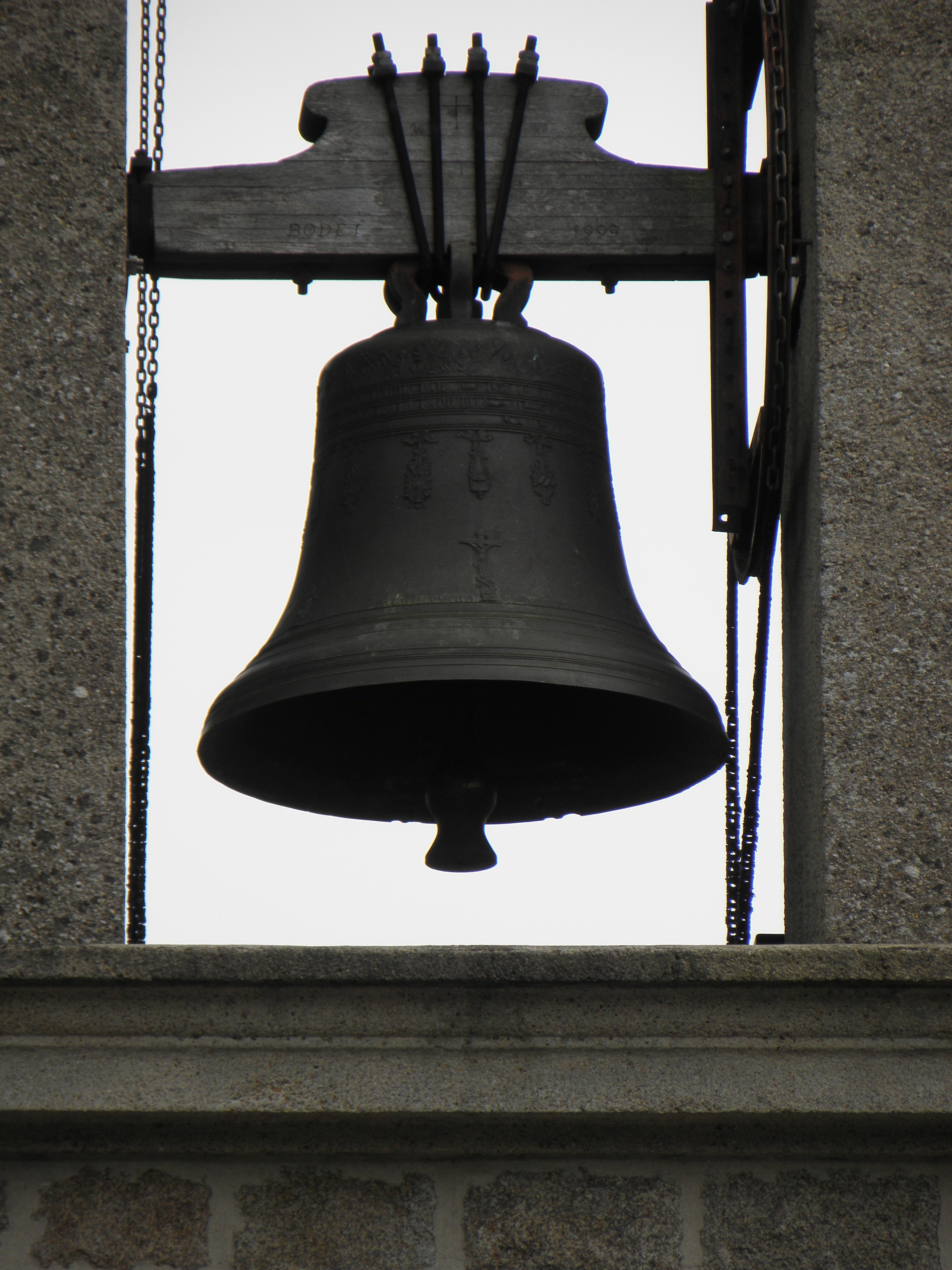
La grosse cloche.
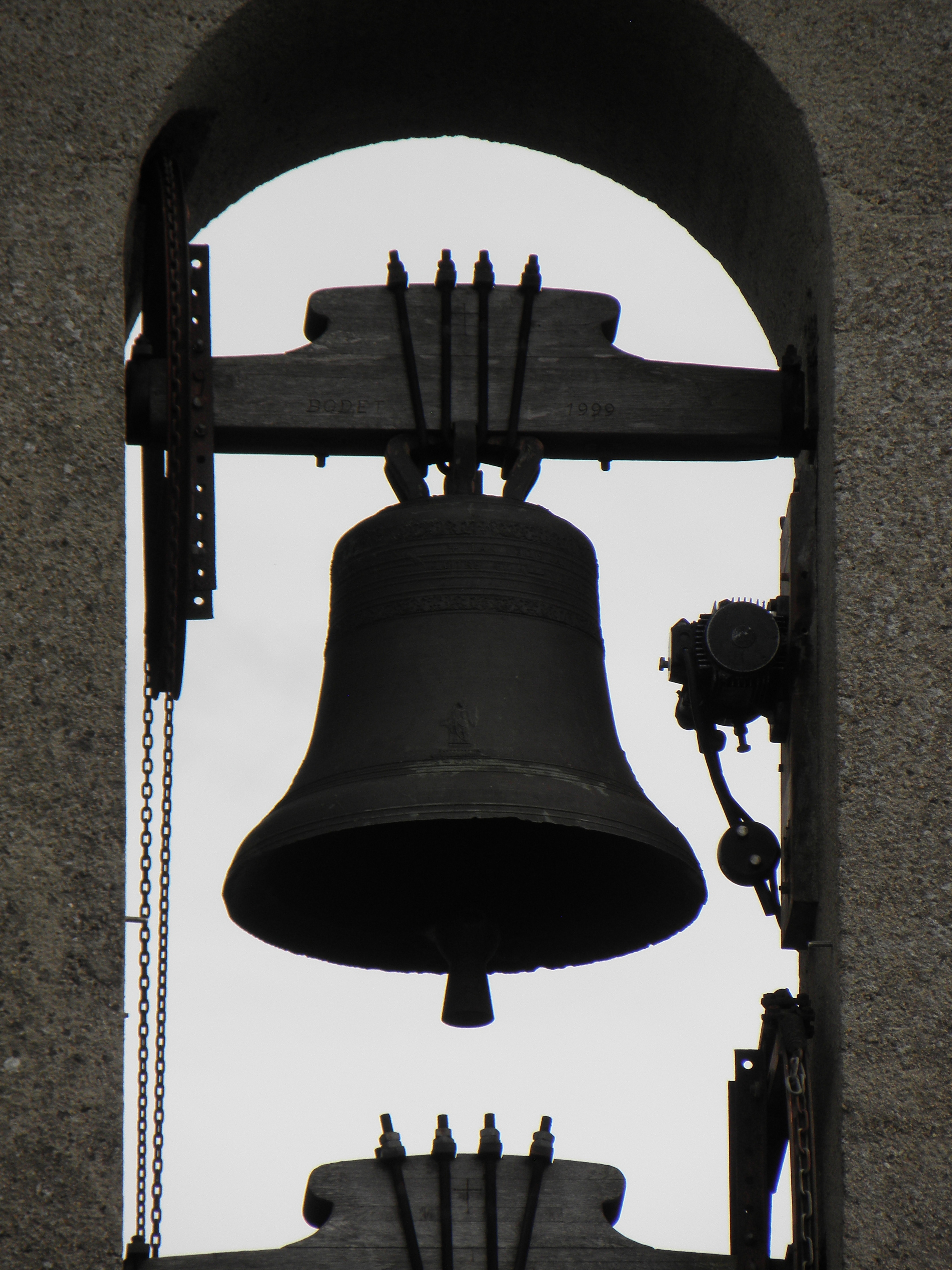
La petite cloche.